# Serranus sanctaehelenae
Serranus sanctaehelenae är en fiskart som beskrevs av Boulenger, 1895. Serranus sanctaehelenae ingår i släktet Serranus och familjen havsabborrfiskar. Inga underarter finns listade i Catalogue of Life.